# KTM 300 EXC
La 300 EXC est un modèle de motocyclette du constructeur KTM.

## informations complémentaires
- Graissage par mélange 1:40 - 1:60 (Motorex 2T)
- Graissage de la boîte : 0,7 l Motorex Top Speed 15W50
- Transmission primaire : 26:72
- Transmission finale : 13:50
- Allumage : Kokusan digital 2K-3
- Démarrage : kick - démarreur électrique (2007 et 2008 en option)
- Boucle arrière de cadre : Aluminium 7020
- Guidon : Magura Aluminium Ø 28/22 mm
- Chaîne : à joints X 5/8 x 1/4" |
- Silencieux : Aluminium
- Garde au sol : 385